# Wilhelm Murr
Wilhelm Murr (ur. 16 grudnia 1888 w Esslingen am Neckar, zm. 14 maja 1945 w Egg) – polityk nazistowski, od 1928 do 1945 gauleiter okręgu Württemberg-Hohenzollern, od 6 maja 1933 namiestnik Rzeszy dla Wirtembergii.
Od 9 września 1934 posiadał stopień SS-Gruppenführera, a od końca stycznia 1942 SS-Obergruppenführera. W związku ze zbliżaniem się aliantów do Stuttgartu 10 kwietnia 1945 nakazał obronę miasta, jednakże 9 dni później opuścił je potajemnie wraz z żoną, po czym ukrywał się przed aliantami, używając nazwiska Walter Müller. 13 maja 1945 aresztowany pod takim nazwiskiem przez francuskich żołnierzy, następnego dnia w obawie przed ujawnieniem popełnił samobójstwo. 
W 1941 rozpatrywany jako jeden z kandydatów na stanowisko Komisarza Rzeszy w planowanej do podbicia Szwajcarii (drugim z kandydatów był burmistrz Stuttgartu dr Karl Strölin), jednakże doradzający Himmlerowi w sprawach szwajcarskich SS-Gruppenführer Gottlob Berger odradzał nominację Murra jako człowieka, który swoimi poczynaniami "opóźniłby prawdziwą integrację tego kraju w ramach Wielkich Niemiec co najmniej o jedno pokolenie".